# 大手町ファーストスクエア
大手町ファーストスクエア（おおてまちファーストスクエア）は、東京都千代田区大手町にある超高層ビル。ウエストタワー・イーストタワーから構成されるツインタワー。

## 概要
永代通りと日比谷通りが交差する街区に位置した東京海上保険（現：東京海上日動火災保険）ビルディング別館、三菱マテリアル本社ビル、千代田電電ビルディングおよびNTT（現：NTT東日本）千代田設備センタの跡地が再開発され、1992年に千代田電電ビルディング跡地にウエストタワー、1997年に三菱マテリアル本社ビル、東京海上保険ビルディング別館の跡地にイーストタワーがそれぞれ竣工した。ツインタワーはエントランスアトリウムを挟み、45度の軸線で向き合う形で聳え立っている。
両棟とも管理・運営はNTT都市開発が手がける。1999年北米照明学会国際照明デザイン賞受賞。サンクンガーデンのリニューアルが、2018年度グッドデザイン賞受賞。

## 沿革
- 1992年（平成4年） - ウエストタワー竣工。
- 1997年（平成9年） - イーストタワー竣工。
- 2013年（平成25年） - 逓信ビル（逓信総合博物館などがあった）の再開発に伴い、日本電信電話本社がイーストタワーに移転。
- 2015年（平成27年） - 三井住友銀行が一部本店機能を置いていたが、三井住友銀行東館完成に伴い移転。

## テナント
- NTT本社  - イーストタワー
- UBS AG （スイス）東京支店  - イーストタワー
- ファーウェイ・ジャパン（東京本部）  - ウエストタワー
- みずほ証券本社（大手町本社・登記上の本店所在地）[5]  - ウエストタワー